# Embraceable You
Embraceable You est une chanson populaire de jazz écrite en 1928 par le compositeur américain George Gershwin, avec des paroles écrites par son frère cadet, le parolier Ira Gershwin.

## Historique

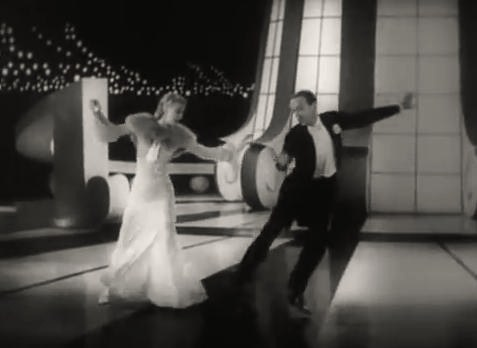
Ginger Rogers et Fred Astaire.

La chanson a été écrite en 1928 pour une opérette non publiée intitulée East Is West.
Elle a été publiée en 1930 et incluse dans la comédie musicale de Broadway, Girl Crazy, où Ginger Rogers l'a interprétée dans un numéro de chant et de danse chorégraphié par Fred Astaire.
L'enregistrement réalisé en 1944 par Billie Holiday a été intronisé au Grammy Hall of Fame en 2005.

## Autres versions
- Nat King Cole - (1943)[2]
- Bing Crosby - Bing Crosby Sings Songs by George Gershwin (1947)[3]
- Ella Fitzgerald - Ella Fitzgerald Sings the George and Ira Gershwin Songbook (1959)[2]
- Jane Froman – With a Song in My Heart (film)|With a Song in My Heart[4]
- Judy Garland – Girl Crazy, film (1943)[5]
- Erroll Garner[2]
- Herbie Hancock – Gershwin's World (1998)[2]
- Billie Holiday – 1944[2]
- Billie Holiday – Body and Soul (1957)[2]
- Chet Baker – Embraceable You (1957)
- Charlie Parker – Cool Bird (1947)[2]
- Hazel Scott – 1942[2]
- Idina Menzel – 2010[2]
- Ornette Coleman – This Is Our Music (1961)
- Harve Presnell – When the Boys Meet the Girls (1965)
- Martin Taylor -  Love Songs 2019
- Brent Spiner - Ol' Yellow Eyes Is Back (1991)
- Jane Monheit - Taking a Chance on Love (album de Jane Monheit) (2004)[6]
- Geri Allen – Timeless Portraits and Dreams (2006)[2]

- Quelques interprètes d'Embraceable You

Quelques interprètes dEmbraceable You
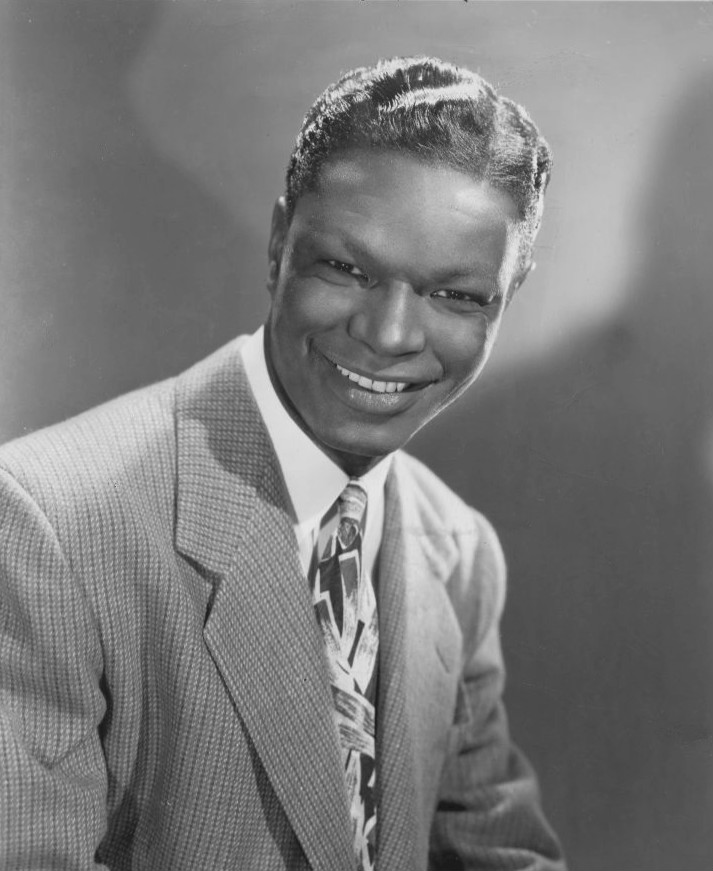
Nat King Cole.
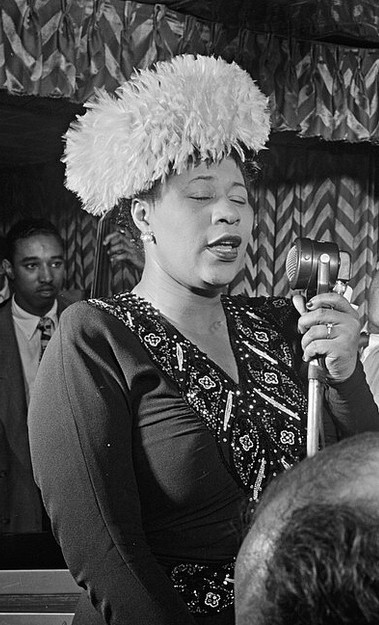
Ella Fitzgerald.
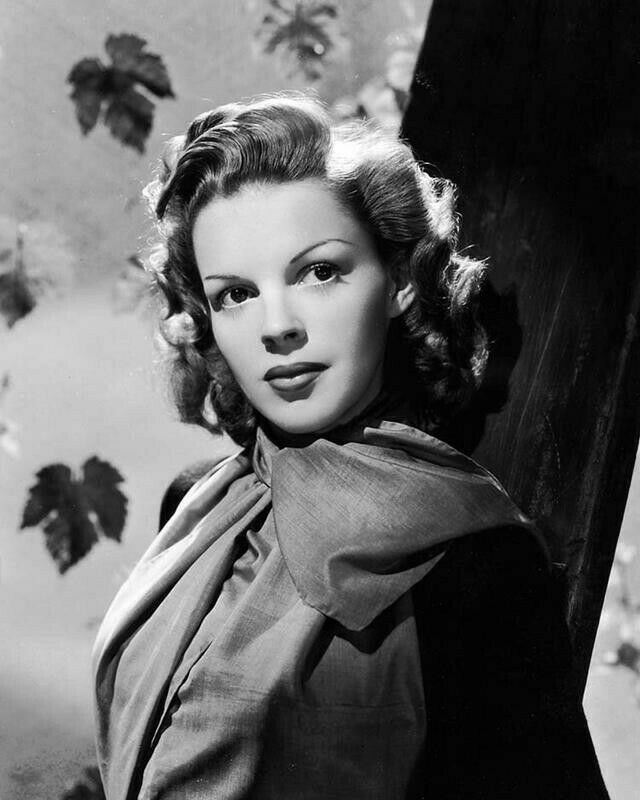
Judy Garland.
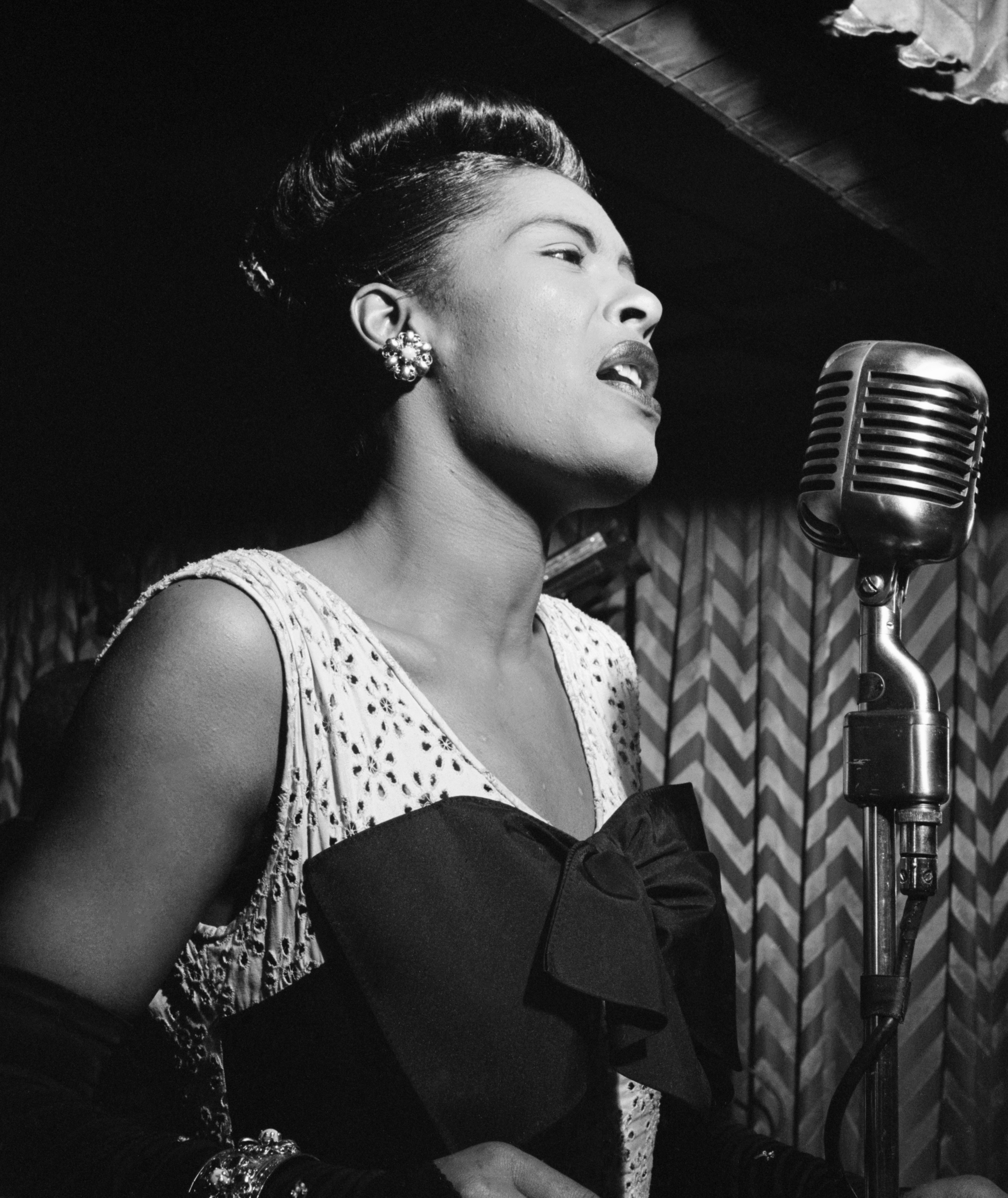
Billie Holiday.
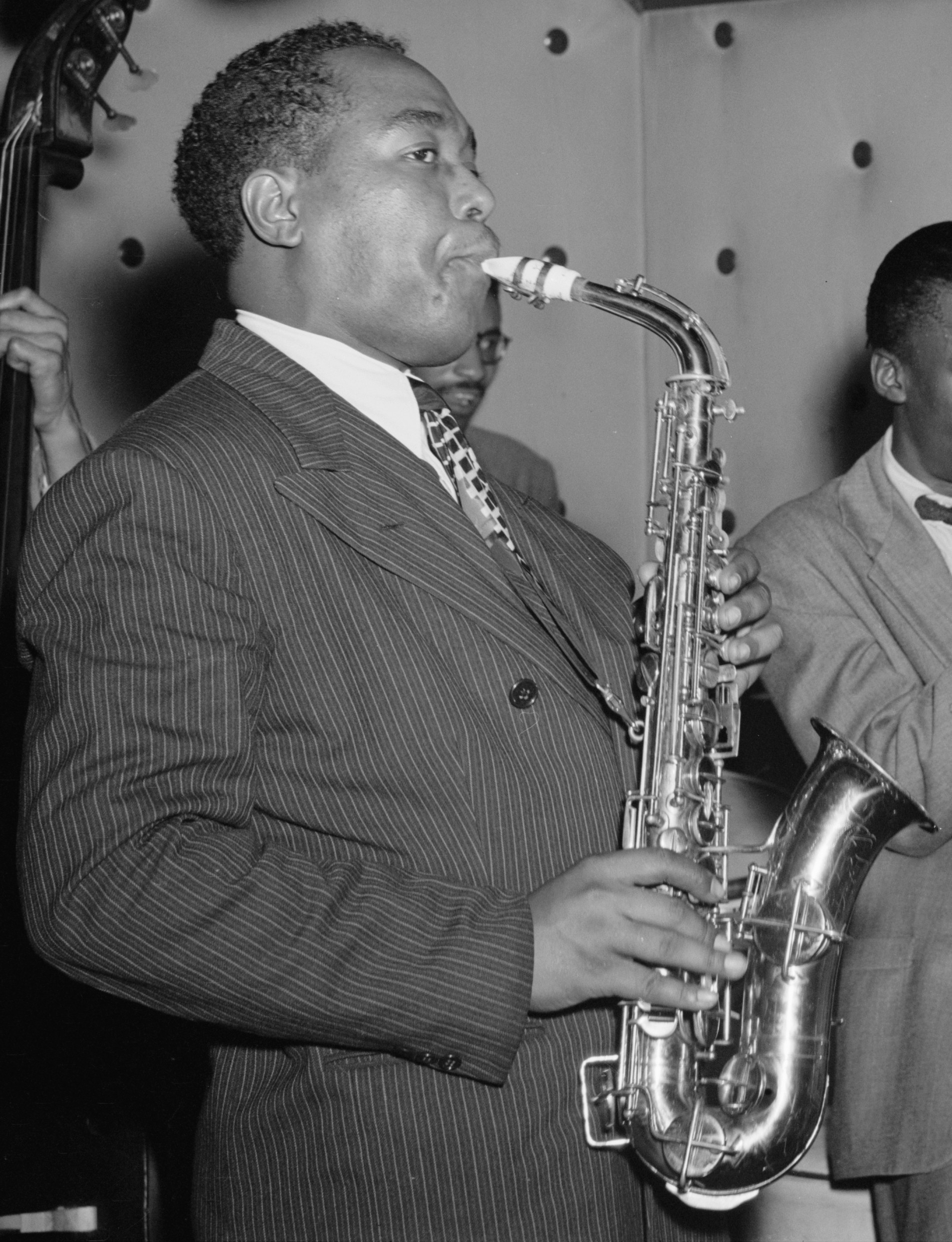
Charlie Parker.
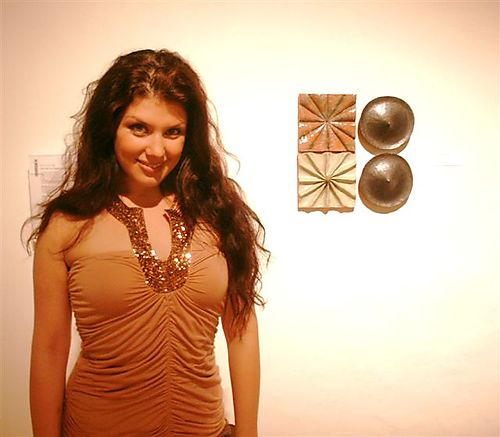
Jane Monheit.